# Salbia pepitalis
Salbia pepitalis is een vlinder uit de familie van de grasmotten (Crambidae), uit de onderfamilie van de Spilomelinae. De wetenschappelijke naam van deze soort is voor het eerst voorgesteld als Syngamia pepitalis door Achille Guenée in een publicatie uit 1854.
De soort komt voor in Honduras, Colombia en Frans-Guyana.